# Football Club La Chaux-de-Fonds 2022-2023
Questa voce raccoglie le informazioni riguardanti il Football Club La Chaux-de-Fonds nelle competizioni ufficiali della stagione 2022-2023.

## Stagione
Nella stagione 2022-2023 il La Chaux-de-Fonds, allenato da Pascal Oppliger, concluse il campionato di Prima Lega al 5º posto. In Coppa Svizzera il La Chaux-de-Fonds fu eliminato al secondo turno dal Servette.

## Rosa
| N. |                     | Ruolo | Calciatore               |
| -- | ------------------- | ----- | ------------------------ |
| 1  | Svizzera (bandiera) | P     | Nikola Jaksic            |
| 1  | Svizzera (bandiera) | P     | Jonathan Santos Serralva |
| 2  | Svizzera (bandiera) | D     | Luca Alessi              |
| 3  | Svizzera (bandiera) | D     | Leandro Marques          |
| 3  | Francia (bandiera)  | C     | Ilies Rezgui             |
| 4  | Svizzera (bandiera) | D     | Numa Doutaz              |
| 5  | Italia (bandiera)   | C     | Nils Cattin              |
| 6  | Francia (bandiera)  | C     | Albert Makoubé           |
| 7  | Croazia (bandiera)  | C     | Dragan Stjepanovic       |
| 8  | Svizzera (bandiera) | C     | Nolan Doutaz             |
| 8  | Svizzera (bandiera) | A     | Fares Toumi              |
| 9  | Svizzera (bandiera) | A     | Mylord Kasaï             |
| 10 | Italia (bandiera)   | C     | Fabio Lo Vacco           |
| 11 | Svizzera (bandiera) | A     | Steve Endrion            |
| 12 | Francia (bandiera)  | C     | Aghiles Bettouche        |
| 14 | Svizzera (bandiera) | C     | Léo Bitterli             |
| 15 | Francia (bandiera)  | D     | Jimmy Frossard           |

| N. |                           | Ruolo | Calciatore        |
| -- | ------------------------- | ----- | ----------------- |
| 16 | Svizzera (bandiera)       | C     | Eliot Halimi      |
| 17 | Svizzera (bandiera)       | C     | Samuel Pellegrini |
| 18 | Svizzera (bandiera)       | A     | Dany Cattin       |
| 20 | Francia (bandiera)        | D     | Charles Noundou   |
| 21 | Francia (bandiera)        | C     | Bilel Badre       |
| 22 | Svizzera (bandiera)       | D     | Nathanaël Tandu   |
| 23 | Svizzera (bandiera)       | A     | Seyf Toumi        |
| 28 | Costa d'Avorio (bandiera) | C     | Dominique Boguie  |
| 30 | Francia (bandiera)        | P     | Maxime Brenet     |
|    | Svizzera (bandiera)       | D     | Diego Díaz        |
|    | Costa d'Avorio (bandiera) | D     | Jordan Kouassi    |
|    | Germania (bandiera)       | D     | Marc Lawson       |
|    | Svizzera (bandiera)       | D     | Alan Saiz         |
|    | Francia (bandiera)        | C     | Yanis Benbekhti   |
|    | Svizzera (bandiera)       | C     | Ethan Vuilleumier |
|    | Svizzera (bandiera)       | A     | Alexis Antony     |

## Organigramma societario
Area tecnica
- Allenatore: Pascal Oppliger
- Allenatore in seconda: Jihed Jelassi
- Preparatore dei portieri:
- Preparatori atletici:

## Calciomercato

### Sessione estiva
| Acquisti | Acquisti           | Acquisti             | Acquisti |
| R.       | Nome               | da                   | Modalità |
| -------- | ------------------ | -------------------- | -------- |
| D        | Luca Alessi        | Neuchâtel Xamax II   |          |
| A        | Sherif Gagigo      | Portalban/Gletterens |          |
| A        | Néhémie Daniel     | Neuchâtel Xamax II   |          |
| C        | Bilel Badre        | Belfort              |          |
| P        | Maxime Brenet      | Stade Nyonnais       |          |
| C        | Albert Makoubé     | Coffrane             |          |
| D        | Cédric Mbenza      | Bassecourt           |          |
| C        | Dragan Stjepanovic | Bienne               |          |

| Cessioni | Cessioni        | Cessioni        | Cessioni |
| R.       | Nome            | a               | Modalità |
| -------- | --------------- | --------------- | -------- |
| C        | Mohamed M'Sabeg | Thierrens       |          |
| P        | Ysias Hummel    | Neuchâtel Xamax |          |
| C        | Jonathan Mbondo | Coffrane        |          |
| D        | Diego Mutombo   | Echallens       |          |
| A        | Augustin Nushi  | Bassecourt      |          |

### Sessione invernale
| Acquisti | Acquisti        | Acquisti | Acquisti |
| R.       | Nome            | da       | Modalità |
| -------- | --------------- | -------- | -------- |
| D        | Leandro Marques | Coffrane |          |
| A        | Seyf Toumi      | Le Locle |          |

| Cessioni | Cessioni       | Cessioni      | Cessioni |
| R.       | Nome           | a             | Modalità |
| -------- | -------------- | ------------- | -------- |
| D        | Stephane Iliev | Coffrane      |          |
| A        | Sherif Gagigo  | Romontois     |          |
| D        | Cédric Mbenza  | Stade Payerne |          |
| P        | Gilles Monti   | Bassecourt    |          |

## Risultati

### Prima Lega 2022-2023

#### andata
| La Chaux-de-Fonds 6 agosto 2022, ore 16:30 CEST 1ª giornata | La Chaux-de-Fonds | 0 – 2 referto   | Servette U-21 | Stadio di la Charrière (325 spett.) |
| \| \| \| \| \| \| Marcatori \| 14’, 51’ Chaïbi \|           |                   |                 |               |                                     |
|                                                             |                   |                 |               |                                     |
|                                                             | Marcatori         | 14’, 51’ Chaïbi |               |                                     |

| Arbitro: | Helbling |

|            |           |  |
| Bueche 71’ | Marcatori |  |

| La Chaux-de-Fonds 24 agosto 2022, ore 20:00 CEST 3ª giornata                      | La Chaux-de-Fonds | 3 – 1 referto | Portalban/Gletterens | Stadio di la Charrière (280 spett.) |
| \| \| \| \| \| Stjepanovic 20’ Kasaï 89’ Vacco 90’ \| Marcatori \| 90’ Ribeiro \| |                   |               |                      |                                     |
|                                                                                   |                   |               |                      |                                     |
| Stjepanovic 20’ Kasaï 89’ Vacco 90’                                               | Marcatori         | 90’ Ribeiro   |                      |                                     |

| Arbitro: | Jaussi |

|                         |           |                      |
| Oliveira 7’ Coumaré 32’ | Marcatori | 84’ Kasaï 90’ Cattin |

| La Chaux-de-Fonds 3 settembre 2022, ore 16:30 CEST 5ª giornata | La Chaux-de-Fonds | 0 – 0 referto | Vevey United | Stadio di la Charrière (375 spett.) |

| La Chaux-de-Fonds 10 settembre 2022, ore 16:30 CEST 6ª giornata        | La Chaux-de-Fonds | 4 – 0 referto | Chênois | Stadio di la Charrière |
| \| \| \| \| \| Gagigo 14’, 49’ Stjepanovic 60’, 65’ \| Marcatori \| \| |                   |               |         |                        |
|                                                                        |                   |               |         |                        |
| Gagigo 14’, 49’ Stjepanovic 60’, 65’                                   | Marcatori         |               |         |                        |

| Coppet 28 settembre 2022, ore 20:00 CEST 7ª giornata | Terre Sainte | 0 – 1 referto | La Chaux-de-Fonds | Centre Sportif des Rojalets |
| \| \| \| \| \| \| Marcatori \| 88’ Makoubé \|        |              |               |                   |                             |
|                                                      |              |               |                   |                             |
|                                                      | Marcatori    | 88’ Makoubé   |                   |                             |

| La Chaux-de-Fonds 24 settembre 2022, ore 16:30 CEST 8ª giornata            | La Chaux-de-Fonds | 2 – 1 referto | Sion II | Stadio di la Charrière (115 spett.) |
| \| \| \| \| \| Stjepanovic 15’ Endrion 49’ \| Marcatori \| 9’ Cleşcenco \| |                   |               |         |                                     |
|                                                                            |                   |               |         |                                     |
| Stjepanovic 15’ Endrion 49’                                                | Marcatori         | 9’ Cleşcenco  |         |                                     |

| Morges 2 ottobre 2022, ore 15:00 CEST 9ª giornata         | La Sarraz-Eclépens | 1 – 1 referto | La Chaux-de-Fonds | Terrain de La Sarraz - En Gravey (150 spett.) |
| \| \| \| \| \| Gomariz 52’ \| Marcatori \| 25’ Endrion \| |                    |               |                   |                                               |
|                                                           |                    |               |                   |                                               |
| Gomariz 52’                                               | Marcatori          | 25’ Endrion   |                   |                                               |

| La Chaux-de-Fonds 8 ottobre 2022, ore 16:30 CEST 10ª giornata                              | La Chaux-de-Fonds | 2 – 2 referto                 | Grand-Saconnex | Stadio di la Charrière |
| \| \| \| \| \| Stjepanovic 70’ Cattin 84’ \| Marcatori \| 37’ (rig.) Arifi 44’ Ssebunya \| |                   |                               |                |                        |
|                                                                                            |                   |                               |                |                        |
| Stjepanovic 70’ Cattin 84’                                                                 | Marcatori         | 37’ (rig.) Arifi 44’ Ssebunya |                |                        |

| Losanna 15 ottobre 2022, ore 17:00 CEST 11ª giornata                           | Concordia Losanna | 3 – 1 referto | La Chaux-de-Fonds | Centre sportif de la Tuilière |
| \| \| \| \| \| Cloarec 15’ Micheli 85’ Niang 90’ \| Marcatori \| 12’ Cattin \| |                   |               |                   |                               |
|                                                                                |                   |               |                   |                               |
| Cloarec 15’ Micheli 85’ Niang 90’                                              | Marcatori         | 12’ Cattin    |                   |                               |

| La Chaux-de-Fonds 29 ottobre 2022, ore 16:30 CEST 12ª giornata                   | La Chaux-de-Fonds | 3 – 1 referto | Monthey | Stadio di la Charrière |
| \| \| \| \| \| Vacco 2’ (rig.) Kasaï 31’ Endrion 45’ \| Marcatori \| 51’ Lima \| |                   |               |         |                        |
|                                                                                  |                   |               |         |                        |
| Vacco 2’ (rig.) Kasaï 31’ Endrion 45’                                            | Marcatori         | 51’ Lima      |         |                        |

| Coffrane 6 novembre 2022, ore 14:00 CET 13ª giornata                   | Coffrane  | 2 – 1 referto | La Chaux-de-Fonds | Centre Sportif Les Geneveys |
| \| \| \| \| \| Costa 33’ Becirovic 74’ \| Marcatori \| 89’ Bitterli \| |           |               |                   |                             |
|                                                                        |           |               |                   |                             |
| Costa 33’ Becirovic 74’                                                | Marcatori | 89’ Bitterli  |                   |                             |

| La Chaux-de-Fonds 12 novembre 2022, ore 16:30 CET 14ª giornata | La Chaux-de-Fonds | 2 – 0 referto | Meyrin | Stadio di la Charrière (150 spett.) |
| \| \| \| \| \| Kasaï 74’ Badre 80’ \| Marcatori \| \|          |                   |               |        |                                     |
|                                                                |                   |               |        |                                     |
| Kasaï 74’ Badre 80’                                            | Marcatori         |               |        |                                     |

| Naters 19 novembre 2022, ore 15:00 CET 15ª giornata            | Naters    | 3 – 0 referto | La Chaux-de-Fonds | Sportanlage Stapfen |
| \| \| \| \| \| Chihadeh 50’, 53’ Mobulu 81’ \| Marcatori \| \| |           |               |                   |                     |
|                                                                |           |               |                   |                     |
| Chihadeh 50’, 53’ Mobulu 81’                                   | Marcatori |               |                   |                     |

#### ritorno
| Vernier 27 novembre 2022, ore 14:30 CET 16ª giornata                 | Servette U-21 | 2 – 1 referto | La Chaux-de-Fonds | Centre Sportif Bois-des-Frères (286 spett.) |
| \| \| \| \| \| Camara 83’ Touati 90’ \| Marcatori \| 90’ Frossard \| |               |               |                   |                                             |
|                                                                      |               |               |                   |                                             |
| Camara 83’ Touati 90’                                                | Marcatori     | 90’ Frossard  |                   |                                             |

| La Chaux-de-Fonds 25 febbraio 2023, ore 16:30 CET 17ª giornata         | La Chaux-de-Fonds | 1 – 2 referto             | Echallens | Stadio di la Charrière (110 spett.) |
| \| \| \| \| \| Cattin 36’ \| Marcatori \| 32’, 63’ Rushenguziminega \| |                   |                           |           |                                     |
|                                                                        |                   |                           |           |                                     |
| Cattin 36’                                                             | Marcatori         | 32’, 63’ Rushenguziminega |           |                                     |

| Delley-Portalban 4 marzo 2023, ore 17:30 CET 18ª giornata | Portalban/Gletterens | 0 – 1 referto | La Chaux-de-Fonds | Centre Sportif Les Grèves |
| \| \| \| \| \| \| Marcatori \| 25’ Cattin \|              |                      |               |                   |                           |
|                                                           |                      |               |                   |                           |
|                                                           | Marcatori            | 25’ Cattin    |                   |                           |

| La Chaux-de-Fonds 22 marzo 2023, ore 20:00 CET 19ª giornata       | La Chaux-de-Fonds | 2 – 1 referto | Martigny | Stadio di la Charrière |
| \| \| \| \| \| Kasaï 45’ Vacco 68’ \| Marcatori \| 30’ Brochas \| |                   |               |          |                        |
|                                                                   |                   |               |          |                        |
| Kasaï 45’ Vacco 68’                                               | Marcatori         | 30’ Brochas   |          |                        |

| Vevey 18 marzo 2023, ore 17:30 CET 20ª giornata | Vevey United | 1 – 0 referto | La Chaux-de-Fonds | Stade de Copet (420 spett.) |
| \| \| \| \| \| Mapwata 61’ \| Marcatori \| \|   |              |               |                   |                             |
|                                                 |              |               |                   |                             |
| Mapwata 61’                                     | Marcatori    |               |                   |                             |

| Trois-Chenes 29 marzo 2023, ore 20:15 CEST 21ª giornata | Chênois | 0 – 0 referto | La Chaux-de-Fonds | Stade des Trois-Chêne |

| La Chaux-de-Fonds 1º aprile 2023, ore 16:30 CEST 22ª giornata        | La Chaux-de-Fonds | 2 – 1 referto | Terre Sainte | Stadio di la Charrière (110 spett.) |
| \| \| \| \| \| Endrion 32’ Cattin 88’ \| Marcatori \| 22’ Hysenaj \| |                   |               |              |                                     |
|                                                                      |                   |               |              |                                     |
| Endrion 32’ Cattin 88’                                               | Marcatori         | 22’ Hysenaj   |              |                                     |

| Sion 8 aprile 2023, ore 15:00 CEST 23ª giornata           | Sion II   | 1 – 1 referto | La Chaux-de-Fonds | Stade Tourbillon |
| \| \| \| \| \| Schröter 81’ \| Marcatori \| 27’ Cattin \| |           |               |                   |                  |
|                                                           |           |               |                   |                  |
| Schröter 81’                                              | Marcatori | 27’ Cattin    |                   |                  |

| La Chaux-de-Fonds 15 aprile 2023, ore 16:30 CEST 24ª giornata                      | La Chaux-de-Fonds | 4 – 0 referto | La Sarraz-Eclépens | Stadio di la Charrière |
| \| \| \| \| \| Bitterli 32’ Endrion 41’ Cattin 73’ Frossard 90’ \| Marcatori \| \| |                   |               |                    |                        |
|                                                                                    |                   |               |                    |                        |
| Bitterli 32’ Endrion 41’ Cattin 73’ Frossard 90’                                   | Marcatori         |               |                    |                        |

| Le Grand-Saconnex 22 aprile 2023, ore 16:45 CEST 25ª giornata | Grand-Saconnex | 1 – 1 referto | La Chaux-de-Fonds | Stade du Blanché |
| \| \| \| \| \| Soares 37’ (rig.) \| Marcatori \| 19’ Kasaï \| |                |               |                   |                  |
|                                                               |                |               |                   |                  |
| Soares 37’ (rig.)                                             | Marcatori      | 19’ Kasaï     |                   |                  |

| La Chaux-de-Fonds 29 aprile 2023, ore 16:30 CEST 26ª giornata                          | La Chaux-de-Fonds | 3 – 2 referto         | Concordia Losanna | Stadio di la Charrière |
| \| \| \| \| \| Stjepanovic 44’ Kasaï 61’, 73’ \| Marcatori \| 65’ Saunier 76’ Niang \| |                   |                       |                   |                        |
|                                                                                        |                   |                       |                   |                        |
| Stjepanovic 44’ Kasaï 61’, 73’                                                         | Marcatori         | 65’ Saunier 76’ Niang |                   |                        |

| 6 maggio 2023, ore 17:00 CEST 27ª giornata | Monthey | 2 – 4 | La Chaux-de-Fonds |  |

| 13 maggio 2023, ore 16:30 CEST 28ª giornata | La Chaux-de-Fonds | 2 – 0 | Coffrane |  |

| 20 maggio 2023, ore 16:00 CEST 29ª giornata | Meyrin | 1 – 1 | La Chaux-de-Fonds |  |

| 27 maggio 2023, ore 16:00 CEST 30ª giornata | La Chaux-de-Fonds | 2 – 0 | Naters |  |

### Coppa Svizzera
| Arbitro: | Berchier |

|              |           |  |
| Frossard 90’ | Marcatori |  |

| Arbitro: | Turkes |

|  |           |                           |
|  | Marcatori | 49’ Rouiller 67’ Crivelli |

## Statistiche

### Statistiche di squadra
| Competizione   | Punti | In casa | In casa | In casa | In casa | In casa | In casa | In trasferta | In trasferta | In trasferta | In trasferta | In trasferta | In trasferta | Totale | Totale | Totale | Totale | Totale | Totale | DR  |
| Competizione   | Punti | G       | V       | N       | P       | Gf      | Gs      | G            | V            | N            | P            | Gf           | Gs           | G      | V      | N      | P      | Gf     | Gs     | DR  |
| -------------- | ----- | ------- | ------- | ------- | ------- | ------- | ------- | ------------ | ------------ | ------------ | ------------ | ------------ | ------------ | ------ | ------ | ------ | ------ | ------ | ------ | --- |
| Prima Lega     | 50    | 15      | 11      | 2       | 2       | 32      | 13      | 15           | 3            | 6            | 6            | 15           | 20           | 30     | 14     | 8      | 8      | 47     | 33     | +14 |
| Coppa Svizzera | -     | 2       | 1       | 0       | 1       | 1       | 2       | 0            | 0            | 0            | 0            | 0            | 0            | 2      | 1      | 0      | 1      | 1      | 2      | -1  |
| Totale         | 50    | 17      | 12      | 2       | 3       | 33      | 15      | 15           | 3            | 6            | 6            | 15           | 20           | 32     | 15     | 8      | 9      | 48     | 35     | +13 |

### Andamento in campionato
| Giornata  | 1  | 2  | 3  | 4  | 5  | 6 | 7 | 8 | 9 | 10 | 11 | 12 | 13 | 14 | 15 | 16 | 17 | 18 | 19 | 20 | 21 | 22 | 23 | 24 | 25 | 26 | 27 | 28 | 29 | 30 |
| --------- | -- | -- | -- | -- | -- | - | - | - | - | -- | -- | -- | -- | -- | -- | -- | -- | -- | -- | -- | -- | -- | -- | -- | -- | -- | -- | -- | -- | -- |
| Luogo     | C  | T  | C  | T  | C  | C | T | C | T | C  | T  | C  | T  | C  | T  | T  | C  | T  | C  | T  | T  | C  | T  | C  | T  | C  | T  | C  | T  | C  |
| Risultato | P  | P  | V  | N  | N  | V | V | V | N | N  | P  | V  | P  | V  | P  | P  | P  | V  | V  | P  | N  | V  | N  | V  | N  | V  | V  | V  | N  | V  |
| Posizione | 13 | 14 | 11 | 11 | 11 | 9 | 6 | 6 | 4 | 6  | 8  | 6  | 6  | 6  | 6  | 8  | 8  | 7  | 7  | 7  | 7  | 7  | 7  | 7  | 6  | 6  | 6  | 5  | 5  | 5  |

Legenda:

Luogo: C = Casa; T = Trasferta. Risultato: V = Vittoria; N = Pareggio; P = Sconfitta.